# Vortice mortale
Vortice mortale è un film del 1993 diretto da Ruggero Deodato.

## Trama
L'ispettore Stacev viene avvisato dalle sorelle Kolba di uno strano omicidio avvenuto nella loro dimora. Le donne trovano il cadavere di un uomo dentro la loro lavatrice. Al suo arrivo, però, il corpo scompare misteriosamente...

## Produzione
È stato girato, con un budget ridotto, in Ungheria.

## Distribuzione
Vortice mortale non fu mai distribuito nelle sale cinematografiche italiane. Il film venne, pertanto, edito direttamente in home video e fu ritrasmesso in televisione. É conosciuto col titolo internazionale The Washing Machine.

## Accoglienza
La rivista Nocturno dedica alla pellicola un intero articolo, descrivendo l'opera di Deodato come un «bel pavone cinematografico, che sa diventare in alcuni momenti un falco feroce e ghermente».